# École nationale supérieure des arts appliqués et des métiers d'art
El École nationale supérieure des arts appliqués et des métiers d'art es un establecimiento público de educación artística y técnica ubicado en el distrito 15 de París, rue Olivier-de-Serres (a veces llamada "escuela Olivier-de-Serres").
La ENSAAMA hoy es una escuela pública con 710 alumnos en formación de posgrado, con un carácter profesional diverso.

## Graduados famosos
- Jean-Yves Blondeau, un diseñador francés, más conocido por haber inventado el traje rodante o Buggy Rollin de 31 ruedas
- Jean Giraud, un historietista e ilustrador francés
- Malika Favre, una ilustradora y diseñadora gráfica francesa, afincada en Barcelona
- Patrick Tatopoulos, un diseñador de producción francés